# (52343) 1992 WX1
(52343) 1992 WX1 là một tiểu hành tinh vành đai chính. Nó được phát hiện bởi Seiji Ueda và Hiroshi Kaneda ở Kushiro, Hokkaidō, Nhật Bản, ngày 18 tháng 11 năm 1992.